# ناحیه کانکورد (شهرستان آدامز، ایلینوی)
ناحیه کانکورد، شهرستان آدامز، ایلینوی (به انگلیسی: Concord Township) یک منطقهٔ مسکونی در ایالات متحده آمریکا است که در شهرستان آدامز، ایلینوی واقع شده‌است. ناحیه کانکورد ۲۸۷ نفر جمعیت دارد و ۱۹۴ متر بالاتر از سطح دریا واقع شده‌است.